# Jean Stablinski
Pour les articles homonymes, voir Stablinski.
Cet article possède un paronyme, voir Jean Starobinski.
Jean Stablewski, dit Jean Stablinski, né le 21 mai 1932 à Thun-Saint-Amand, dans le Nord, et mort le 22 juillet 2007 à Lille, est un coureur cycliste français d'origine polonaise, qui fit une brillante carrière de 1952 à 1968, remportant au total 106 victoires professionnelles. Elle fut marquée par quatre titres de champion de France sur route (1960, 1962, 1963, 1964), un titre de champion du monde sur route (1962), une victoire au Tour d'Espagne 1958 et lors de classiques dont le Grand Prix de Francfort, Paris-Bruxelles et l'Amstel Gold Race. Il fut un fidèle coéquipier de Jacques Anquetil, dont il fut le capitaine de route.

## Biographie

### Jeunesse et carrière amateur
Le père de Jean Stablewski, Martin Stablewski, a quitté la Pologne et s'est installé dans le Nord de la France à l'âge de 25 ans, en 1924. Il travaille à la Zinguerie franco-belge de Thun-Saint-Amand, dans le département du Nord. Ses quatre premiers enfants, nés en Pologne, et sa femme le rejoignent plus tard. Peu après la naissance d'un cinquième enfant, en 1926, l'épouse de Martin Stablewski meurt. Lors d'un séjour dans sa famille en Pologne, il rencontre Pélagia qui devient sa femme et s'installe avec lui en France. Leur enfant Jean Stablewski naît le 21 mai 1932 à Thun-Saint-Amand. Comme beaucoup d'immigrés polonais, il descend à la mine. L’existence tragique du paternel marqua la jeunesse de Jean, qui en parlait peu. Martin Stablewski meurt le 13 juin 1940, écrasé par un camion allemand alors qu'une patrouille contrôle ses papiers. Deux frères de Jean Stablewski sont faits prisonniers et détenus en Allemagne. Un troisième s'engage dans la Résistance puis dans l'armée américaine et participe à la libération de l'Alsace. Il part ensuite en Grande-Bretagne et aux États-Unis. Au sortir de la guerre, Jean est seul à demeurer avec sa mère. En 1946, à 14 ans, il est contraint de quitter l'école pour travailler à la zinguerie, faute de quoi la maison de la famille leur serait reprise. Il est naturalisé français en 1948. En 1949, il trouve pour sa mère un nouveau mari, en passant une annonce dans Narodowiec, le journal des Polonais de France, et il épouse la fille du prétendant, Génia, en 1954. Leur fils, Jacques Stablinski, naît en 1956, et devient également cycliste. Il est champion de France amateur en 1975, puis coureur cycliste professionnel pour Fiat et Puch Campagnolo Sem. Dix ans plus tard, en 1966, leur fille Cathy Stablinski naît à son tour.
Pour compléter ses revenus, vers l'âge de 15 ans, Jean Stablewski joue de l'accordéon dans des bals. À l'Harmonie de Lecelles, il fait la connaissance d'un cycliste nommé Ilario Masséra et découvre son sport. Malgré l'opposition de sa mère, il achète un vélo de course. Il va le chercher à Solesmes, à une quarantaine de km de chez lui à Thun-Saint-Amand, et le ramène en le portant sur son dos en se relayant avec un ami. Le 1er mai 1947, il participe à sa première course, à Vicoigne, près de Raismes, et termine onzième. Il gagne ensuite trois courses puis sa mère lui interdit de courir. Pour la convaincre de le laisser pratiquer le cyclisme, il rentre un soir tard, ivre et fumant une cigarette. Il est ainsi convenu qu'il arrêtera de sortir le soir mais pourra s'adonner à sa passion.
Membre du Vélo Club Solesmois de 1946 à 1948, ensuite membre des Écureuils amandinois en 1948, Jean Stablewski y court aux côtés d'Elie Marsy, un des meilleurs coureurs de la région et futur professionnel. Il évolue l'année suivante face à des coureurs plus expérimentés, comme Gabriel Dubois. En 1950, il quitte la zinguerie de Thun-Saint-Amand et travaille pendant trois mois à la mine, à Bellaing. C'est à cette époque qu'il commence à entrevoir la possibilité de faire carrière dans le cyclisme. Membre de la Pédale thunoise, il remporte en mai le Grand Prix Leonide Lekieffre. Un journaliste de La Voix des Sports lui prédit alors une « brillante carrière » et le nomme dans son article « Jean Stablinsky ». Ce nom restera employé durant sa carrière. Il s'inscrit à l'école du bâtiment d'Hérin pour devenir cimentier-plâtrier. Premier de sa promotion, il est recruté à Valenciennes par les Établissements Fortier.

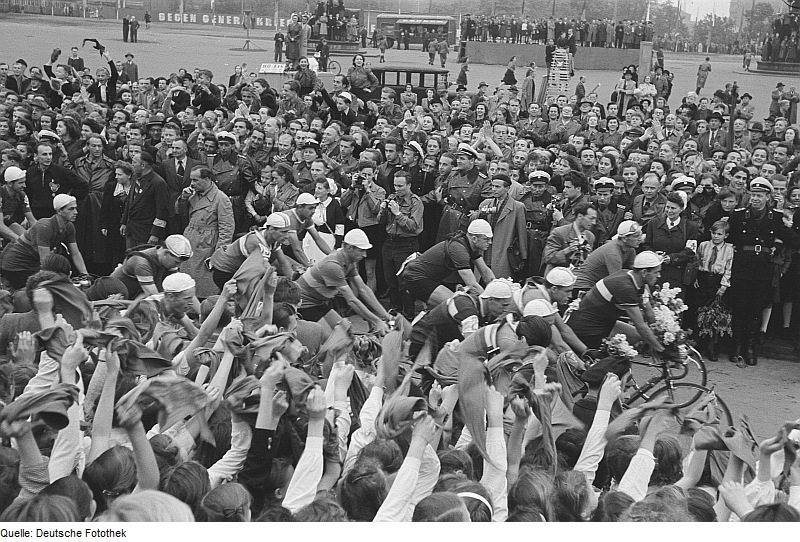
La Course de la Paix 1952 à Leipzig.

En 1952, Jean Stablinski est approché par le consul de Pologne à Lille afin qu'il participe à la Course de la Paix, épreuve-phare du cyclisme amateur dont les organisateurs souhaitent faire concourir une équipe de cyclistes du nord de la France d'origine polonaise. Il accepte et se rend au départ de la course à Varsovie avec quatre autres coureurs régionaux. Il gagne la troisième étape à Katowice avec une minute d'avance sur le peloton, après une échappée solitaire durant les trente derniers kilomètres. Il devient le premier Français à revêtir le maillot de leader de cette course. Il le perd lors de la septième étape. À Plzeň, en République tchèque, il remporte la dixième étape. Le lendemain, il perd ses chances de s'imposer au classement général : une roue de son vélo se casse et, ne comptant plus qu'un équipier à ses côtés, derrière lequel se trouve son directeur sportif, il perd du temps. Il termine à la troisième place de cette Course de la Paix, derrière Ian Steel et Jan Veselý. Il dira quinze ans plus tard de cette course qu'elle est son « meilleur souvenir cycliste ». En juillet, il dispute le Tour de Belgique indépendants. Considéré comme un des favoris, il finit à la troisième place et remporte le Grand Prix de la montagne et deux étapes. Ses résultats en Belgique et lors de la Course de la Paix permettent à Jean Stablinski d'être repéré par Raymond Louviot, dirigeant de l'équipe Gitane-Hutchinson, qui lui fait signer un contrat au mois d'août.

### Carrière professionnelle

#### Premières années
Jean Stablinski devient cycliste professionnel en septembre 1952. En octobre, lors de sa première course importante, Paris-Tours, il s’échappe seul pendant une vingtaine de kilomètres et termine à la treizième place, dans le groupe de tête. Il commence son service militaire au 452e Groupe d'artillerie antiaérienne à Verdun. En 1953, il prend une licence d'indépendant aux Écureuils amandinois, ce qui lui permet de participer à des courses pour amateurs ou professionnels lors de ses permissions. Il devient ainsi champion de la sixième région militaire. En juin, il prend part au Critérium du Dauphiné libéré, qu'il quitte lors de l'antépénultième étape, afin d'aller disputer le championnat de France militaires à Montpellier. Il le remporte avec plus de six minutes d'avance, ayant effectué seul les 90 derniers kilomètres. Il revêt son premier maillot tricolore de champion de France. Grâce à cette victoire, il lui devient plus facile de se libérer pour s'entraîner et disputer des courses. Ainsi au début du mois d'août, il est vainqueur d'étape et troisième au classement général du Tour de la Manche, course par étapes de niveau régional remportée par Jacques Anquetil. C'est la première rencontre de Stablinski avec ce coureur, encore peu connu et dont il deviendra un équipier fidèle et un ami. Il dispute ensuite le Tour de l'Ouest, où il gagne encore une étape. En septembre, il est septième de Bordeaux-Paris, course majeure dont la longueur est réputée favoriser les coureurs expérimentés.
Jean Stablinski termine son service militaire en avril 1954 et peut dès lors réintégrer l'équipe Gitane. Comme nombre d'autres coureurs, il espère pouvoir participer au Tour de France. Celui-ci est alors disputé par équipes nationales et régionales et les coureurs y sont sélectionnés par les organisateurs de la course. Stablinski participe en juin au Critérium du Dauphiné libéré, au Tour du Nord, puis remporte Paris-Bourges, « sa première victoire d'envergure ». Il obtient grâce à elle sa sélection dans l'équipe Nord-Est-Centre du Tour de France, aux côtés notamment de Gilbert Bauvin, Roger Hassenforder, et Gilbert Scodeller, son ami. Durant ce Tour, le premier à prendre son départ à l'étranger, à Amsterdam, il se classe deux fois troisième d'étapes, à Bayonne et Toulouse. Il abandonne lors de l'avant-dernière étape à cause de douleurs au ventre. En septembre, il est douzième du Grand Prix des Nations qu'Anquetil gagne pour la deuxième fois.
En début d'année 1955, Stablinski s'aligne sur les courses disputées sur la côte méditerranéenne et destinées à préparer la saison. Il est quatrième du Grand Prix de l'Écho d'Alger et huitième du Grand Prix de l'Écho d'Oran. Au printemps, il participe à la Flèche wallonne (17e), à Liège-Bastogne-Liège (20e), au Tour de Picardie (6e). Il commence à pouvoir espérer une place dans l'équipe de France du Tour. Sa septième place au Tour du Sud-Est en mai n'est pas encore suffisante pour que Marcel Bidot, sélectionneur, lui accorde une des deux dernières places qu'il lui reste à attribuer. Ce dernier est convaincu par la victoire de Stablinski lors de Paris-Valenciennes, sur ses routes d'entraînement. Le directeur technique de l'équipe du Nord-Est-Centre Sauveur Ducazeaux souhaite également l'avoir avec lui, et c'est finalement dans cette équipe que Stablinski dispute son deuxième Tour de France, toujours avec Bauvin, Scodeller, Hassenforder, ainsi que Roger Walkowiak. Il se classe quatrième d'étape à Thonon-les-Bains et septième à Poitiers, et termine ce Tour à la 35e place. Dans la foulée de cette course, il participe à des critériums et en remporte plusieurs. Ce choix lui est reproché plus tard par Raymond Louviot après une douzième place décevante au Grand Prix des Nations, à nouveau dominé par Anquetil. Il termine cette saison avec une 18e place lors de Paris-Tours.
Stablinski change d'équipe en 1956 et rejoint Essor-Leroux-Hutchinson, dont est également membre Jean Robic, ancien vainqueur du Tour de France. Après une victoire au Critérium d'Alger et une dixième place au Critérium national, il est confiant lorsqu'il aborde Paris-Roubaix au début du mois d'avril. Il en prend cependant la 52e place. Visant à nouveau une participation au Tour de France, il remporte en mai le Tour du Sud-Est, en y gagnant deux étapes dont un contre-la-montre. Une semaine plus tard, il est sixième de Bordeaux-Paris. Alors qu'il apprend sa sélection en équipe de France pour le Tour, il est de nouveau appelé à servir l'armée française et part pour le Maroc. Il y reste jusqu'en novembre, se voyant accorder une permission en août pour la naissance de son fils Jacques.

#### Première année aux côtés de Jacques Anquetil
Le début d'année 1957 est décevant pour Jean Stablinski quant à ses résultats personnels. Il obtient sa première place sur un podium en mai, aux Quatre Jours de Dunkerque, où il est troisième. Son travail de coéquipier et sa victoire d'étape au Tour du Sud-Est lui permettent d'être sélectionné en équipe nationale pour le Tour de France. Il gagne ensuite le Tour de l'Oise en juin. Au Tour de France, le leader de l'équipe de France est Jacques Anquetil, dont c'est la première participation. L'équipe assure la victoire d'Anquetil et écrase la course en gagnant en outre le classement par points par Jean Forestier, le classement par équipes, et 13 des 22 étapes. « Équipier modèle » qui « organise la course » de l'équipe, Jean Stablinski gagne la douzième étape. Il est échappé avec Henry Anglade, qu'il lâche au mont Faron, et arrive à Marseille avec douze minutes d'avance sur le second. Il termine ce Tour à la 43e place du classement général. Ses performances lui offrent de nombreuses invitations pour des critériums d'après-Tour. Il en gagne sept.
Malgré sa forme du moment, il ne se voit attribuer qu'une place de remplaçant en équipe de France pour le championnat du monde sur route à Waregem, en Belgique, au grand dam d'Anquetil et de Marcel Bidot pour lesquels Stablinski aurait été précieux tant dans un rôle de coéquipier que pour éventuellement disputer la victoire. Ce championnat est remporté par le Belge Rik Van Steenbergen devant les Français Louison Bobet et André Darrigade.

#### 1958: victoire au Tour d'Espagne
Gếné par des douleurs consécutives à une chute, Stablinski connaît un début d'année 1958 difficile. Il obtient néanmoins la dixième place de Milan-San Remo. Le déroulement de Paris-Roubaix, lors duquel il aide Jacques Anquetil avant d'abandonner et de voir ce dernier échouer à cause d'une crevaison, est pour lui une grande déception. Malgré cette entame de saison, grâce au forfait de Jean Forestier il fait partie de l'équipe de France qui part disputer le Tour d'Espagne fin avril, sous la direction de Georges Speicher. Lors de la quatrième étape, il arrive à Barcelone dans un groupe d'échappés, ce qui lui permet de prendre la première place du classement général. Le lendemain, il remporte avec ses coéquipiers le contre-la-montre par équipes. Il cède cependant le maillot jaune le lendemain au Belge Daan De Groot. Un autre Belge, Rik Van Looy, vainqueur de cinq étapes de cette Vuelta, occupe ensuite la première place. « Harcelé par les Espagnols », il abandonne lors de la douzième étape, ce qui permet à Stablinski, vainqueur entretemps d'une étape, de reprendre le maillot jaune. Stablinski bénéficie de la mésentente qui règne au sein de l'équipe d'Espagne, divisée par la rivalité entre Jesús Loroño et Federico Bahamontes, au point que Luis Puig renonce à diriger ses coureurs. Seule une chute causée par un chien lors de la dernière étape met temporairement en péril la victoire de Stablinski. L'équipe de France lui permet de revenir dans le peloton et de remporter cette Vuelta, avec près de trois minutes d'avance sur l'Italien Pasquale Fornara et trois minutes sur Jesús Manzaneque. Malgré ce succès important, il ne peut disputer le championnat de France, car la participation est conditionnée par l'obtention de points lors de courses françaises. En juillet, il prend part au Tour de France dans une équipe de France qui échoue cette fois. Son meilleur coureur est Louison Bobet, septième au classement général, tandis que Raphaël Géminiani, dont Jacques Anquetil n'a pas voulu, est troisième. Anquetil abandonne en fin de Tour, alors que la victoire est déjà acquise au Luxembourgeois Charly Gaul. Les cinq victoires d'étapes de Darrigade sont la seule satisfaction des Français. Stablinski est pour sa part mécontent d'avoir vu ses coéquipiers participer à la poursuite d'un groupe d'échappés dans lequel il figurait. À nouveau absent de la sélection française pour le championnat du monde, il se fracture une clavicule lors d'un critérium en Espagne. Il reprend la compétition en septembre et participe en novembre avec Gilbert Scodeller aux derniers Six Jours de Paris disputés au Vélodrome d'hiver. Ils se classent treizièmes.

#### 1959-1960: premier titre de champion de France après une année difficile
Le premier résultat satisfaisant de Jean Stablinski en 1959 intervient lors du Critérium national, dont il prend la neuvième place. Il est ensuite troisième de la première édition du Grand Prix de Denain. Ambitieux lors de Paris-Roubaix, il termine à la 38e place. Le mois suivant, il endosse le rôle de coéquipier d'Anquetil. Il l'aide à gagner les Quatre Jours de Dunkerque, puis l'accompagne au Tour d'Italie. Anquetil termine deuxième, à plus de six minutes de Charly Gaul qui domine la course et enlève son deuxième Giro. Au Tour de France, l'équipe de France est cette fois désunie par la rivalité entre Roger Rivière et Anquetil. Deuxième de la huitième étape à Bordeaux, Stablinski est éliminé à l'issue de la treizième étape, car il arrive dans un groupe hors délais après avoir donné sa roue à Géminiani pour le dépanner. Anquetil finit troisième et Rivière quatrième de ce Tour remporté par Bahamontes. Dans la foulée du Tour, Stablinski gagne quatre critériums, est absent du championnat du monde et se classe quatrième du Grand Prix d'Orchies. À l'issue de cette année qu'il a trouvée difficile, Stablinski songe à quitter le cyclisme et à ouvrir un café avec Elie Marsy, mais décide de poursuivre sa carrière.
Il aborde l'année 1960 avec l'intention de courir plus souvent pour lui-même et d'étoffer son palmarès. Quatrième du Tour de Sardaigne et seizième de Paris-Nice, il remporte Nice-Gênes à la fin du mois de mars, avec l'aide de son coéquipier irlandais Seamus Elliott, deuxième de la course. Toujours ambitieux lors de Paris-Roubaix, il doit abandonner après deux chutes. En mai, les Quatre Jours de Dunkerque présentent une étape contre-la-montre plus courte que les années précédentes, ce qui sied mieux aux caractéristiques de Jean Stablinski. Il gagne la première étape et termine à la deuxième place, derrière Joseph Planckaert, « bien entouré de sa garde Flandria ». Il se rend ensuite en Italie où il aide Jacques Anquetil à être le premier Français lauréat du Giro, en devançant Gastone Nencini et Charly Gaul. Stablinski s'adjuge la treizième étape à Milan. Il y profite de la présence dans le même groupe d'échappés que lui d'André Darrigade : il attaque seul à trois kilomètres de l'arrivée et personne ne se lance à sa poursuite, craignant de favoriser Darrigade. En juin, il prend part à Reims au championnat de France sur route, dont son coéquipier Jean Graczyk est considéré comme le favori. Figurant dans le groupe de têtes, Stablinski s'échappe à l'entame du dernier tour de circuit, soit à une vingtaine de kilomètres de l'arrivée, et n'est pas repris. Il obtient son premier titre de champion de France devant Louis Rostollan et André Darrigade. Après ce succès, sa place en équipe de France est acquise. Il doit cependant renoncer au Tour de France : il souffre d'une induration, apparue deux ans plus tôt et non-soignée, et dont la guérison nécessite désormais un arrêt de plusieurs semaines. Il reprend la compétition à la fin du mois de juillet en disputant quelques critériums puis le championnat du monde sur route, sur le Sachsenring, en Saxe. Il en prend la quatorzième place, tandis que Darrigade est deuxième de la course dominée par Rik Van Looy. Il gagne ensuite le Grand Prix d'Orchies, organisé par le patron de son équipe, Robert Leroux, en y devançant trois de ses coéquipiers. En fin de saison, il envisage de participer à Paris-Brest-Paris, course disputée tous les dix ans depuis 1891. Elle n'a cependant pas lieu et ne sera plus organisée. Stablinski clôt sa saison avec une blessure à l'épaule contractée lors de la seule édition des Six Jours de Lille, organisés sans succès par Jean Leulliot.

#### 1961: deuxième Tour de France de Jacques Anquetil
En début d'année 1961, Jean Stablinski participe au Tour de Sardaigne, puis est aux côtés de Jacques Anquetil lors de sa victoire sur Paris-Nice. Son premier objectif de l'année, le Critérium national, est également gagné par Anquetil. En avril, il est 21e de Paris-Roubaix. Il remporte ensuite les Boucles roquevairoises, une étape du Tour du Var et des Quatre Jours de Dunkerque puis part à Turin disputer le Giro, dont Anquetil est considéré comme le favori. Ce dernier termine cependant à la deuxième place, devancé de près de quatre minutes par l'Italien Arnaldo Pambianco. Vainqueur d'un contre-la-montre à Bari et porteur du maillot rose pendant quatre jours, il perd ce Tour d'Italie lors de l'avant-dernière étape, à Bormio, après le passage du col du Stelvio. Jean Stablinski termine à la 82e place et manque de peu d'emporter la huitième étape à Tarente, où il est battu par le Néerlandais Piet van Est. Au championnat de France, sur le circuit de Rouen-les-Essarts, Stablinski est en tête de la course avec Claude Colette lorsqu'ils chutent à une quarantaine de kilomètres de l'arrivée. Tandis que Colette abandonne, Stablinski est rattrapé par un groupe de coureurs. Lorsque Raymond Poulidor attaque, seul Stablinski parvient à le suivre. Il perd cependant son titre de champion de France au profit de Poulidor, qui a commencé sa carrière professionnelle l'année précédente.
En juillet, Jean Stablinski participe au Tour de France avec l'équipe de France. Celle-ci écrase la compétition. Anquetil gagne son deuxième Tour en prenant le maillot jaune lors de la deuxième portion de la première étape, pour le garder jusqu'à la fin de l'épreuve. Il gagne deux étapes contre-la-montre, et le reste de l'équipe sept, dont quatre par André Darrigade, vainqueur du classement par points. L'équipe gagne également le challenge des équipes. Stablinski, élu « coureur le plus loyal du Tour », s'impose lors de la septième étape à Chalon-sur-Saône et termine 42e.
Au championnat du monde à Berne, il figure dans le groupe d'échappés mais ne peut empêcher une nouvelle victoire du Belge Rik Van Looy.

#### Champion du monde sur route 1962
Raphaël Géminiani, coureur jusqu'en 1960, crée en 1962 une nouvelle équipe cycliste qu'il dirige, Saint-Raphaël-Helyett-Hutchinson. Elle reprend une partie des coureurs de l'équipe Saint-Raphaël-Géminiani et de l'équipe Helyett, dont Stablinski, Anquetil, Graczyk, Elliott, Rostollan, et engage les frères Willi et Rudi Altig. Après un début de saison difficile, marqué par un Paris-Nice qu'aucun de ses coureurs ne termine, l'équipe part à la fin du mois d'avril disputer le Tour d'Espagne. Cette course est un succès. Seamus Elliott et Rudi Altig portent alternativement le maillot amarillo à partir de la deuxième étape, et ce dernier s'impose au classement général. L'équipe gagne 13 des 17 étapes ainsi que le classement par équipes. Anquetil n'est cependant pas satisfait d'être éclipsé par Altig et abandonne avant le départ de la dernière étape. Jean Stablinski, vainqueur d'étape à Valladolid, termine sixième du classement général. Le championnat de France disputé à Revel permet à Stablinski de retrouver le maillot tricolore perdu un an plus tôt. Revenant à mi-course sur un groupe d'échappés en compagnie de Joseph Groussard et Stéphane Lach, il se retrouve seul en tête dans le dernier tour de circuit en contrant une attaque d'Anatole Novak et gagne le championnat.
Le Tour de France 1962 est le premier depuis 1929 à être disputé par équipes de marques, et non par équipes nationales et régionales. L'ambiance au sein de l'équipe Saint-Raphaël-Helyett-Hutchinson se détériore rapidement : alors qu'Anquetil, tenant du titre, est leader de l'équipe, Rudi Altig s’adjuge la première étape à Spa en Belgique et prend le maillot jaune, qu'il perd le lendemain. Il s'impose à nouveau à Amiens et porte à nouveau le maillot jaune pendant trois jours. Anquetil réaffirme son statut de leader en s'adjugent la huitième étape, un contre-la-montre, à La Rochelle. Il prend le maillot jaune à deux jours de l'arrivée, à l'occasion d'un contre-la-montre à Lyon. Il y devance Ercole Baldini de trois minutes et Poulidor de cinq minutes. Vainqueur final devant Joseph Planckaert et Poulidor, Anquetil est le troisième coureur à remporter le Tour de France une troisième fois, après Philippe Thys et Louison Bobet. Stablinski, trentième et toujours précieux équipier d'Anquetil, gagne une étape au vélodrome de Carcassonne. Saint-Raphaël-Helyett est première au classement par équipes et Rudi Altig au classement par points.
Afin de préparer le championnat du monde, Stablinski prend part au Circuit des Trois villes sœurs, en Belgique, qu'il remporte. Il est dès lors considéré comme l'un des favoris du championnat, disputé à Salò en Italie, le 2 septembre. À 85 kilomètres de l'arrivée, il figure dans le groupe de tête, avec son camarade d'entraînement et ami Seamus Elliott, Groussard, Hoevenaers, Wolfshohl. À 23 kilomètres de la fin, Stablinski s'échappe seul. Malgré une crevaison, il gagne la course. Elliott se classe deuxième.
Après ce succès, Stablinski est très demandé par les organisateurs de critériums. Il dispute également Paris-Tours, où il est 21e, et le Trophée Baracchi, contre-la-montre en duo, où il est huitième avec Seamus Elliott. Il est présent aux Six Jours de Bruxelles, en équipe avec Reginald Arnold. En fin d'année, il séjourne en Nouvelle-Calédonie, en compagnie notamment d'Anquetil et Graczyk, et y dispute huit courses locales.

#### 1963-1964: deux derniers Tours de France victorieux d'Anquetil, et deux derniers titres de champion de France
En début d'année 1963, la Fédération française de cyclisme sollicite Jean Stablinski afin qu'il prenne part au championnat du monde de cyclo-cross. Cette participation ne fait toutefois pas l'unanimité : le sélectionneur national Robert Oubron notamment n'apprécie pas de devoir écarter un spécialiste du cyclo-cross au profit de Stablinski. Ce dernier décline finalement la proposition de la fédération. Il aide Anquetil à remporter Paris-Nice. Lors de Paris-Roubaix, il perd toute chance de succès à cause d'une chute dans le Caouin. Fin avril, il prend le départ de Paris-Bruxelles sans ambition, prévoyant même d'abandonner près de chez lui. Il fait cependant partie d'un groupe de coureurs qui s'échappent dès les premiers kilomètres. Au fil de la course, le nombre de coureurs autour de lui se réduit. Seul Tom Simpson reste avec lui en tête de la course après la côte de Marouset à 35 kilomètres de l'arrivée. Simpson attaque à quelques kilomètres de l'arrivée. Stablinski, qui d'abord « temporise », revient et le lâche dans la dernière côte. Il obtient sa première victoire avec le maillot de champion du monde, ainsi que la première grande classique internationale de son palmarès.

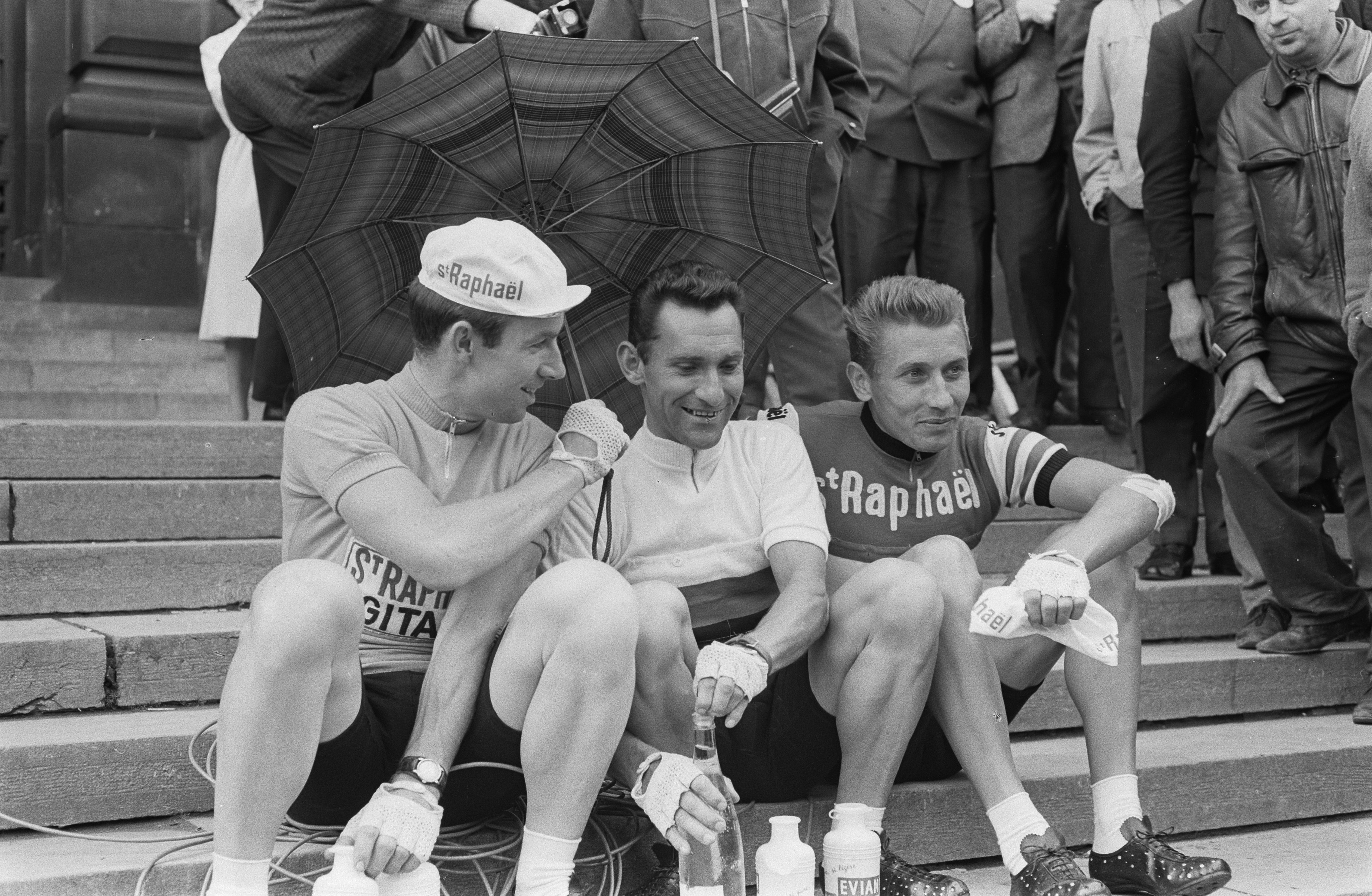
Seamus Elliott, Jean Stablinski et Jacques Anquetil, avant le départ du Tour de France 1963.

Il se rend immédiatement après ce succès au Tour d'Espagne, où il reprend son rôle d'équipier d'Anquetil. Celui-ci occupe la première place du classement général dès le premier jour de course en gagnant un contre-la-montre. Stablinski gagne une étape à Lérida, en empêchant José Martín Colmenarejo, deuxième du classement général, d'empocher la minute de bonification attribuée au vainqueur. Il se classe neuvième de cette Vuelta, que remporte Anquetil. Celui-ci devient le premier coureur à remporter les trois grands tours nationaux (Tours de France, d'Italie et d'Espagne). Stablinski gagne ensuite le Tour de Haute-Loire, en battant son compagnon d'échappée au sprint, puis une étape du Critérium du Dauphiné libéré, en battant au sprint Federico Bahamontes après avoir fait montre de qualités de grimpeur inattendues pour suivre ce dernier en montagne. Au championnat de France, au circuit des Essarts-Rouen, Anquetil souhaite lui disputer le titre. Un autre coureur de l'équipe Saint-Raphael, Louis Rostollan, est longtemps seul en tête. Il est rattrapé, puis lâché à 18 km de l'arrivée par Stablinski. Poursuivi par Anquetil et Ignolin, Stablinski obtient son troisième titre de champion de France.
Afin de pallier l'éventuelle absence d'Anquetil, il est un temps envisagé de donner à Stablinski un rôle de leader au Tour de France. Anquetil décide finalement de participer, et c'est dans le rôle d'équipier que Stablinski s'y aligne. Il se classe deuxième de la troisième étape à Roubaix, où Seamus Elliott s'impose et prend le maillot jaune. Il quitte ce Tour lors de la seizième étape. Anquetil devient le premier coureur à gagner quatre Tours de France.
Après une deuxième place au Bol d'or des Monédières, Stablinski part défendre son titre de champion du monde à Renaix, en Belgique. Alors que Rik Van Looy tance une équipe de France forte mais pas soudée autour d'un leader, il est lui-même battu par un des siens, Benoni Beheyt. Jean Stablinski est neuvième en ayant lancé le sprint de Darrigade, quatrième. Le 27 octobre, il chute lors d'un cyclo-cross à Fontenay-sous-Bois. Il souffre de multiples fractures, et passe l'hiver à se rétablir.
Jean Stablinski peine à obtenir de bons résultats en début d'année 1964. Son premier résultat satisfaisant est la septième place du Tour de Belgique, en avril. Trois jours plus tard, il fait partie du groupe d'échappés qui va se disputer la victoire du Paris-Roubaix, mais en est écarté par deux crevaisons. Il est septième de cette édition, la plus rapide, remportée par le Néerlandais Peter Post. En mai, une chute lors des Quatre Jours de Dunkerque lui cause une entorse de l'épaule et une fêlure d'un os du poignet. Il reprend la compétition deux semaines plus tard, au Grand Prix du Midi libre, où il est deuxième d'étape. À la fin du mois, il prend part au Bordeaux-Paris, en ayant pour cela refusé d'accompagner Anquetil au Tour d'Italie. La course est remportée par Michel Nédélec, jeune coureur que ses concurrents ont laissé s'échapper. Jean Stablinski est deuxième.

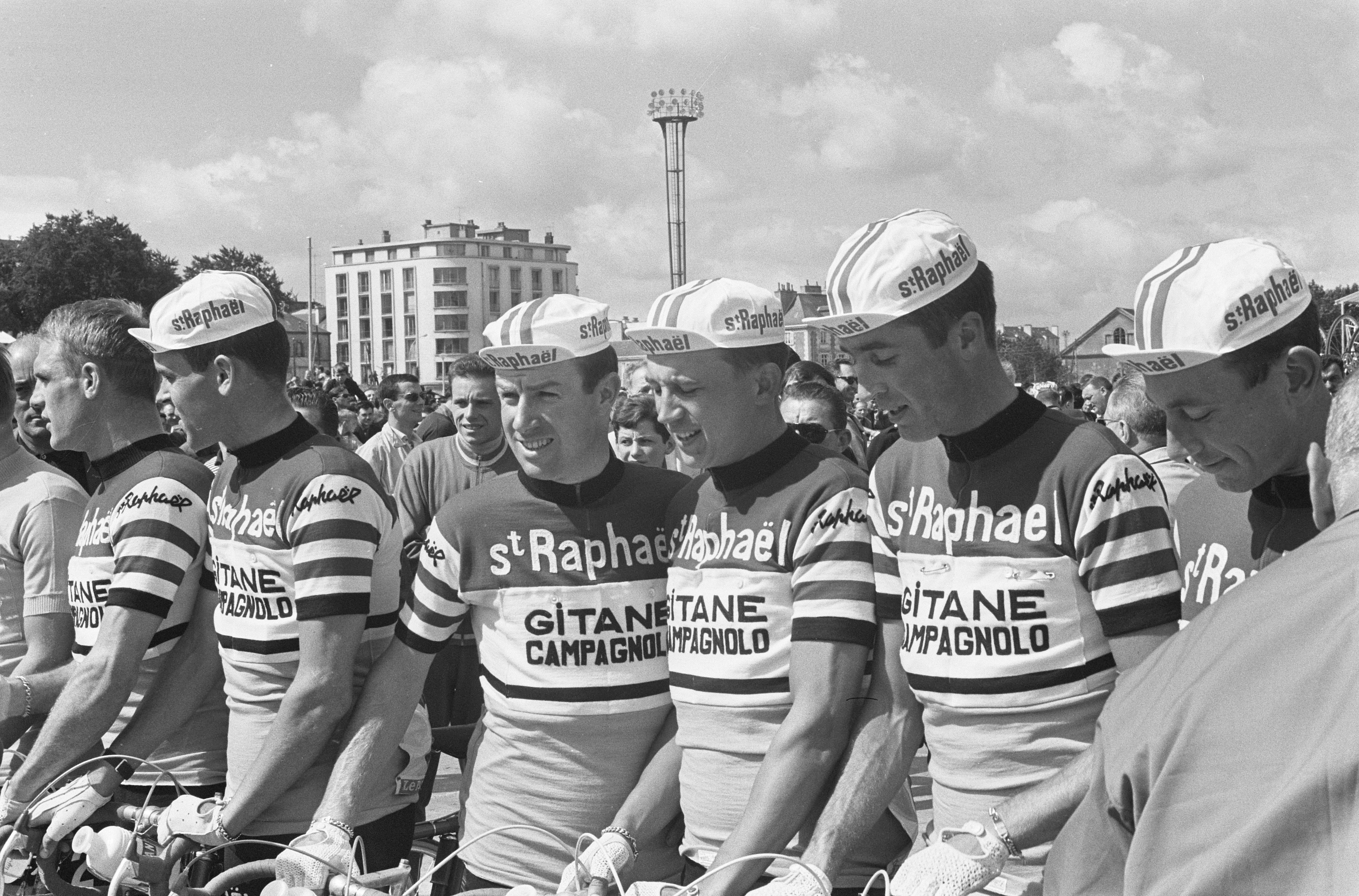
Une partie de l'équipe Saint-Raphaël, lors du Tour de France 1964.

En juillet, Stablinski est au départ du Tour de France à Rennes. Il y accompagne à nouveau Anquetil, qui a remporté le Giro et a pour principal adversaire Raymond Poulidor, lauréat du Tour d'Espagne. Anquetil prend le maillot jaune lors de la 17e étape, qu'il remporte, et parvient à le conserver au Puy de Dôme, point d'orgue de sa rivalité avec Poulidor. Jean Stablinski gagne le lendemain l'étape arrivant à Orléans. Jacques Anquetil devient le premier coureur à remporter cinq Tours de France. Il est également le deuxième, après Fausto Coppi, à réaliser au cours d'une saison le doublé Giro-Tour de France.
Après ce succès, Stablinski dispute des critériums et remporte le Bol d'or des Monédières. Le championnat de France sur route a lieu en août à Châteaulin, en Bretagne. Il espère y conserver son titre, à nouveau malgré les ambitions d'Anquetil. Il est à l'initiative d'une échappée de quatre coureurs, à 44 km de l'arrivée. Emmené par son coéquipier Michel Grain, il devance les deux autres coureurs, Georges Groussard et André Foucher et obtient ainsi son quatrième titre national. En septembre, il termine neuvième du championnat du monde à Sallanches, remporté par le Néerlandais Jan Janssen. En fin de saison, il gagne le Circuit des frontières à Templeuve (Belgique).

#### 1965-1966: les années Ford

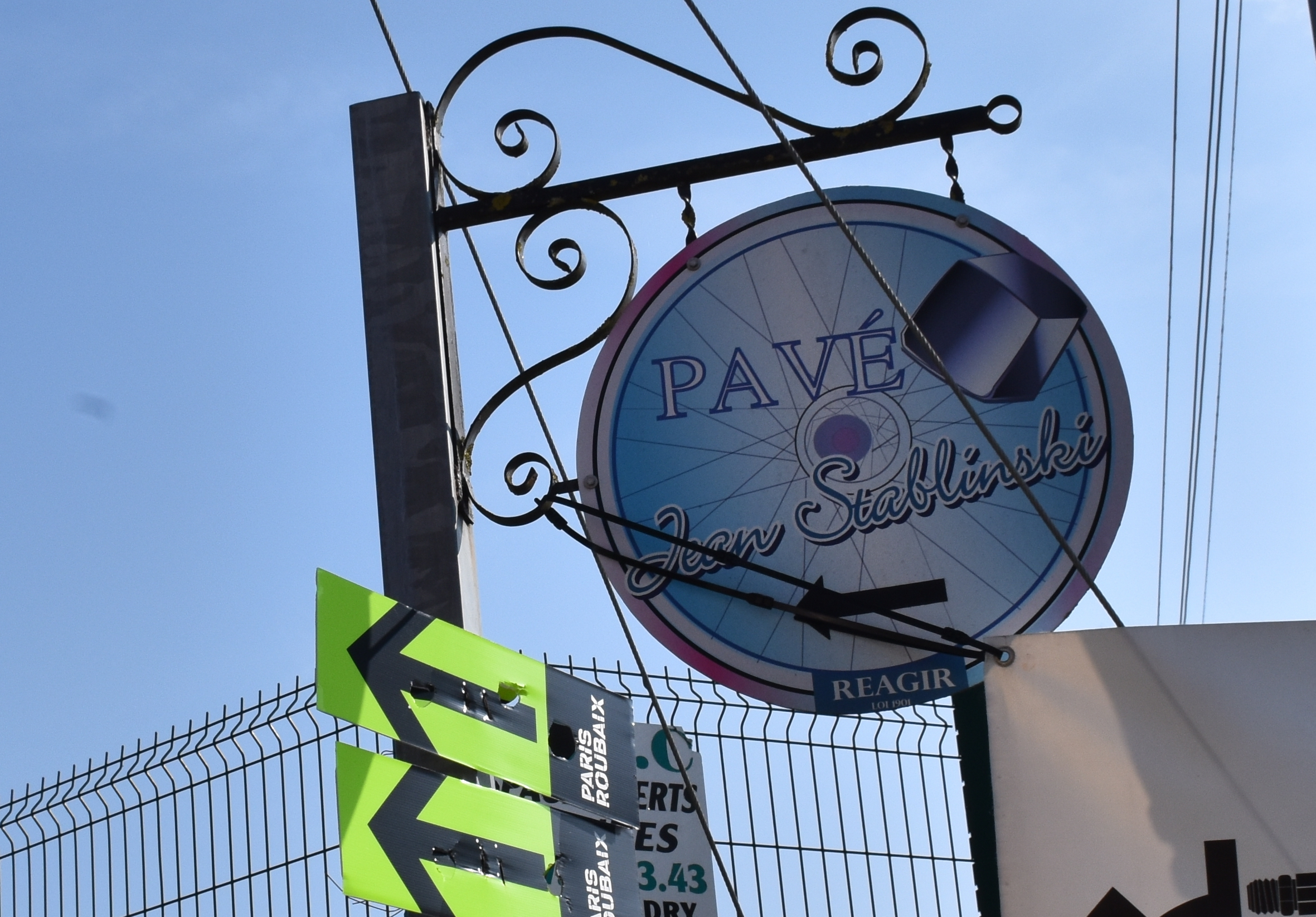
Enseigne hommage à Jean Stablinski à l'entrée du Secteur pavé de Troisvilles à Inchy sur le parcours de Paris-Roubaix.

En août 1964, le conseil d'administration de Saint-Raphaël a pris la décision de ne plus financer d'équipe cycliste. Raphaël Géminiani convainc Ford France de créer une nouvelle équipe, lancée en 1965. Elle reprend l'essentiel des coureurs de Saint-Raphaël. Jean Stablinski obtient sa première victoire, le Grand Prix Lazaridès à Rocheville, en février. Il est ensuite treizième de Milan-San Remo, remporté par son coéquipier Den Hartog, et cinquième du Critérium national, gagné par Anquetil. Ce dernier est également vainqueur de Paris-Nice. En avril, Stablinski s'impose au Grand Prix de Francfort avec une minute et trente secondes d'avance sur le deuxième, Frans Verbeeck, puis au Tour de Belgique. Il est le premier Français à gagner cette course depuis Paul Duboc en 1909. Il aborde ainsi Paris-Roubaix dans des conditions idéales : « Jamais à pareille époque je n'ai connu une telle forme », dit-il, tandis que Rik Van Looy affirme : « La bonne roue, c'est celle de Stablinski ». Il joue cependant une nouvelle fois de malchance. À Thumeries, une crevaison l'écarte de la victoire. Il termine onzième. Une semaine plus tard, il est cinquième du Tour des Flandres. En mai, il prend part à Bordeaux-Paris. Cette fois, ses ambitions personnelles passent au second plan, car Raphaël Géminiani souhaite qu'Anquetil réalise le doublé Critérium du Dauphiné libéré-Bordeaux-Paris. Bien que considéré comme le favori de la course, Stablinski remplit son rôle d'équipier. Il rattrape François Mahé, échappé, puis le lâche et attend ensuite Anquetil et Tom Simpson. Lorsque ce dernier attaque, Stablinski le reprend en emmenant Anquetil avec lui. Les deux coureurs de Ford France finissent par user Simpson et le distancer. Anquetil arrive le premier au Parc des Princes, suivi de Stablinski. Pour Simpson, « les deux équipiers se valent mais c'est bien Stablinski qui m'a battu ».
Ni Stablinski ni Anquetil ne prennent part au Tour de France. Jean Stablinski dispute des critériums et gagne le circuit des remparts à Boulogne-sur-Mer et le Grand Prix de Gippingen en Suisse. En août, au championnat de France à Pont-Réan,Henry Anglade s'impose tandis que Stablinski se classe 14e en se voyant concurrencé par ses propres équipiers, y compris Anquetil qui s'emploie à faire échouer une de ses attaques. L'entente au sein de l'équipe est entamée par le déroulement de Paris-Luxembourg, à la fin du mois. Alors que Seamus Elliott occupe la première place du classement général, il manque l'échappée décisive lors de la dernière étape. Stablinski, déjà vainqueur la veille, y est présent et gagne l'épreuve grâce à cela, aux dépens d'Elliott. Le comportement de Stablinski est jugé sévèrement, y compris par Anquetil et Elliott, ce dernier se disant « écœuré ». Seul le directeur sportif Louviot le défend, affirme lui avoir demandé de rouler, l'estimant plus sûr qu'Elliott pour obtenir la victoire. Aux championnats du monde à Lasarte en Espagne, l'équipe de France déçoit. Stablinski, premier français, termine dixième. Après une victoire au Tour de Picardie, il accompagne Anquetil en Italie. Il s'y classe troisième du Tour de Lombardie, Anquetil gagne pour la septième fois le Grand Prix de Lugano, une course contre-la-montre. Ensemble, ils remportent début novembre le Trophée Baracchi, épreuve contre-la-montre en duo.
Après une préparation retardée par l'enneigement, Jean Stablinski obtient sa première victoire en 1966 lors du Tour de Sardaigne, où il gagne une étape et aide Anquetil à s'imposer au classement général. Il participe ensuite à Gênes-Nice, que remporte Lucien Aimar, autre coureur de Ford. En mars, il est à nouveau aux côtés d'Anquetil pour son premier grand objectif de l'année, Paris-Nice. Le début de course est à l'avantage de Poulidor, qui devance Anquetil pour la première fois. Ce dernier, parvient cependant à l'emporter lors de la dernière étape. Au printemps, Stablinski connaît un nouvel échec lors de son premier objectif personnel, Paris-Roubaix, où il abandonne. À la fin du mois d'avril, il remporte la première édition de l'Amstel Gold Race. Échappé avec son coéquipier Bernard Van De Kerckhove, il le devance au terme de 302 kilomètres de course. Il aide ensuite Anquetil à gagner Liège-Bastogne-Liège, avec près de cinq minutes d'avance sur le deuxième.
Bien qu'il souhaite toujours ajouter Bordeaux-Paris à son palmarès, il doit y renoncer cette année afin d'épauler Anquetil au Tour d'Italie. En perdant trois minutes lors de la première étape à cause d'un virage raté, Anquetil compromet ses chances de victoire. Il ne parvient plus à s'imposer en contre-la-montre. À partir de la 17e étape, il abandonne tout espoir de succès. Ses équipiers se contentent alors de suivre la course pour ne pas entamer leurs forces, en vue du Tour de France. Stablinski termine à la 41e place, Anquetil à la troisième, à plus de quatre minutes du vainqueur Gianni Motta.
Le Tour de France est annoncé comme une confrontation entre Anquetil et Poulidor, très attendue depuis Paris-Nice, et en l'absence des meilleurs coureurs italiens, dont Felice Gimondi, tenant du titre, et Gianni Motta. Lors de la première étape pyrénéenne, à Pau, les deux favoris semblent perdre le Tour en laissant un groupe de vingt coureurs s'échapper et arriver avec neuf minutes d'avance. Un coéquipier de Stablinski et Anquetil, Lucien Aimar, y a cependant été placé par Géminiani. Le lendemain, Anquetil et Poulidor s'entendent pour animer la course et « dépoussiérer le classement général ». À Vals-les-Bains, Poulidor devance Anquetil en contre-la-montre, gagne du temps au Bourg-d'Oisans. Dans les Alpes, Anquetil se met en retrait au profit de Lucien Aimar, qui prend le maillot jaune à Turin, et se met à son service. Souffrant d'un début de congestion, il quitte son dernier Tour de France. Comme il l'a fait auparavant avec Anquetil, Stablinski accompagne Aimar vers sa victoire sur ce Tour de France.
Au championnat de France à la fin du mois d'août, Stablinski figure à nouveau parmi les favoris. À quatre kilomètres de l'arrivée, seul à l'avant, il semble avoir course gagnée mais voit revenir deux coureurs : son équipier Jean-Claude Theillière et André Foucher. Stablinski suit la consigne de Géminiani, lui demandant d'aider Theillière pour qu'il prenne la deuxième place. C'est cependant ce dernier qui lance le sprint et finit par s'imposer devant Stablinski, vexé et déçu d'être ainsi privé de titre par celui qu'il a aidé à gagner le Grand Prix du Midi libre au printemps. Le championnat du monde, au Nürburgring en Allemagne, est une nouvelle déception. Lorsque Rudi Altig attaque à 500 mètres de l'arrivée, Anquetil et Poulidor s'observent et se contentent des deuxième et troisième places. Jean Stablinski, qui a cru pouvoir l'emporter, est cinquième. Après une victoire au Grand Prix d'Isbergues, il rejoint Anquetil en Italie, où il l'aide à assurer sa victoire finale au Super Prestige Pernod, sans y gagner de course. Au Trophée Baracchi, dont ils sont favoris, ils abandonnent alors qu'ils occupent la dernière place.

#### 1967: dernière année avec Anquetil chez Bic et victoire de Roger Pingeon au Tour de France

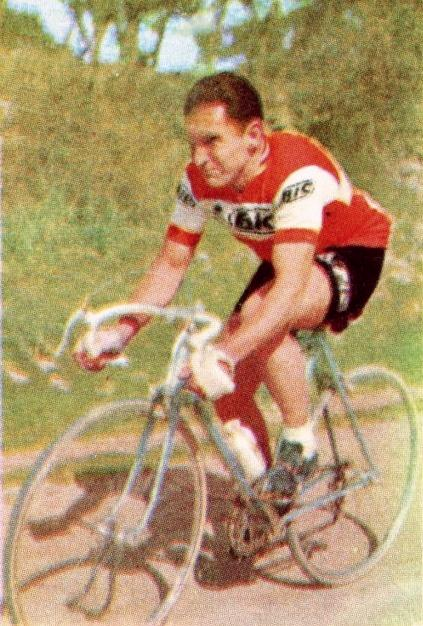
Jean Stablinski en 1967.

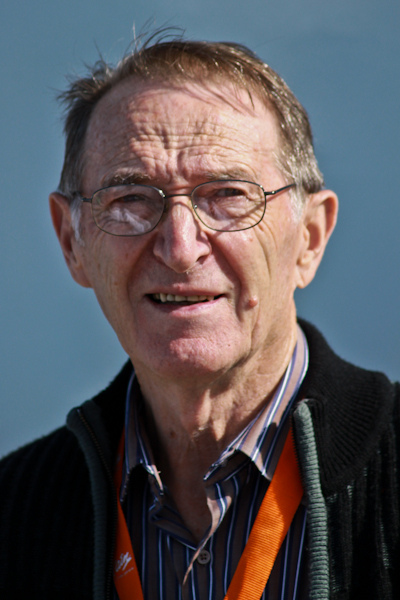
Roger Pingeon (ici en 2011) remporte le Tour de France 1967 grâce à l'aide de Stablinski.

Ford France décide à la fin de l'année 1966 de mettre fin à son implication dans le cyclisme pour s'engager aux 24 Heures du Mans. Géminiani forme une nouvelle équipe avec pour sponsor la société BiC, et reprenant treize des vingt-sept coureurs de Ford, dont Stablinski, Anquetil, Aimar, Theillière, Graczyk, Julio Jiménez, le Néerlandais Arie den Hartog. Après une préparation retardée par une opération de la cloison nasale, Jean Stablinski connaît un début de saison difficile. Après plusieurs abandons (Paris-Nice, Critérium national, Tour de Belgique), il aborde son premier objectif, Paris-Roubaix, hors de forme et termine trentième. Ses résultats et son moral progressent à partir du Tour de l'Hérault (19e) et des classiques ardennaises. Il obtient sa première victoire de l'année en mai, aux Quatre Jours de Dunkerque, dont il gagne la première étape à Valenciennes.
Il doit à nouveau renoncer à Bordeaux-Paris pour accompagner Jacques Anquetil au Tour d'Italie. Il y gagne la huitième étape. Anquetil prend une première fois le maillot rose à l'issue de la seizième étape. Il le perd lors de l'étape suivante, que Stablinski, fiévreux, termine hors délai. Anquetil n'est plus accompagné que par Lucien Aimar et Jean Milesi. Il retrouve le maillot rose lors de la vingtième étape, puis le perd à nouveau, gêné par les supporters italiens. Il termine troisième de ce Giro, remporté par Felice Gimondi.
Bien que réticent car il préfère se préparer pour le championnat de France, Jean Stablinski est finalement convaincu par Marcel Bidot de participer au Tour de France avec l'équipe de France. Les organisateurs du Tour ont en effet réintroduit les équipes nationales, « à titre expérimental ». Au sein de l'équipe de France, Stablinski est le plus âgé et a un rôle de capitaine. Il doit aider les leaders, Lucien Aimar et Raymond Poulidor, ce qui déplaît à Anquetil. C'est cependant un autre membre de l'équipe, Roger Pingeon, qui s'impose après s'être emparé du maillot jaune à Jambes, en Belgique. Stablinski, vainqueur d'étape à Limoges. une fois la victoire de Pingeon assurée, est considéré par Marcel Bidot comme le « principal artisan » de ce succès.
Après la tournée des critériums, Stablinski se classe neuvième du championnat de France, son principal objectif de la saison. Ce championnat est remporté par Désiré Letort, déclassé ensuite pour dopage. Au championnat du monde, à Heerlen aux Pays-Bas, l'équipe de France est impuissante face à Eddy Merckx, qui enlève le premier de ses trois titres mondiaux chez les professionnels. En septembre, Stablinski et Aimar ont un accident de la circulation avec la voiture d'Anquetil, que ce dernier leur a demandé de conduire. Anquetil, qui n'a pas d'assurance tous risques, leur demande une compensation. Faute de l'obtenir, il effectue une commande au magasin d'électroménager de Jean Stablinski, qu'il ne paie pas. Cet incident marque la fin de la collaboration entre les deux coureurs. À la fin du mois de novembre, Stablinski annonce son départ de l'équipe Bic, pour l'équipe Mercier de Raymond Poulidor, avec la possibilité de succéder après un an à son directeur Antonin Magne.

#### Fin de carrière avec Raymond Poulidor en 1968
Comme chez Bic l'année précédente, Jean Stablinski est à 36 ans le plus âgé des coureurs de l'équipe Mercier. Il obtient sa première victoire de l'année durant l'hiver, au cyclo-cross de La Rochelle. Souffrant d'une grippe, il se trouve en mauvaise forme pendant plusieurs semaines et abandonne plusieurs fois. Son premier objectif de la saison est Paris-Roubaix, en avril. Il a contribué au parcours de cette édition. Inquiet de la disparition de routes pavées, Jacques Goddet, à la tête de l'organisation de la course, demande à Albert Bouvet d'en modifier le parcours. Afin de trouver de nouveaux secteurs pavés, Bouvet sollicite l'aide de Jean Stablinski qui lui présente la trouée d'Arenberg, que Goddet qualifie d'« ornière » à la vue des premières photos. Ce chemin, qui traverse le bois d'Arenberg, figure néanmoins pour la première fois au parcours lors de cette édition 1968. Il est devenu depuis le plus célèbre des secteurs pavés et un symbole de Paris-Roubaix. Durant la course, gagnée par Eddy Merckx, Stablinski aide Poulidor à terminer sixième et prend la 24e place. Il dira de ce Paris-Roubaix qu'il est le plus dur qu'il ait disputé. Neuf jours plus tard, il gagne le Grand Prix de Denain. Sans Anquetil, il est libre de courir Bordeaux-Paris, le principal objectif de sa dernière saison. La course prévue en mai est cependant reportée au mois de septembre en raison des mouvements de Mai 68.
En juillet, Jean Stablinski participe à son dernier Tour de France, à nouveau avec l'équipe de France, aux côtés de Poulidor et Pingeon. Poulidor, lors de la quinzième étape, à cause d'un accident avec un motard, est blessé à la tête. Jan Janssen est le premier Néerlandais à remporter le Tour de France. Le meilleur coureur de l'équipe de France est Pingeon, cinquième. La course de cette équipe est cependant marquée par l'exclusion de José Samyn et de Jean Stablinski, contrôlés positifs aux amphétamines. L'un comme l'autre émettent des doutes sur ce résultat et s'estiment victimes d'une injustice : « Je ne me suis pas dopé. Personne n'y comprend rien. Moi le premier », dit Stablinski, qui ajoute : « Ce n'est pas le jour de faire éclater un scandale après le drame Poulidor mais bientôt je livrerai des noms [des dopés impunis]. Je connais des coureurs qui ont utilisé des stimulants à base d'amphétamines comme la trinitrine, soumis à des contrôles dont le résultat s'est révélé à ma grande surprise négatif ».
Suspendu un mois, il reprend la compétition en août, lors de critériums, afin de préparer Bordeaux-Paris. Il est cependant victime d'un accident de la circulation à la fin du mois. Souffrant d'une fracture au poignet, il doit renoncer à la course qu'il rêvait de remporter. Il dispute sa dernière course, un critérium à Aulnay-sous-Bois, le 30 novembre.

#### Carrière de directeur sportif

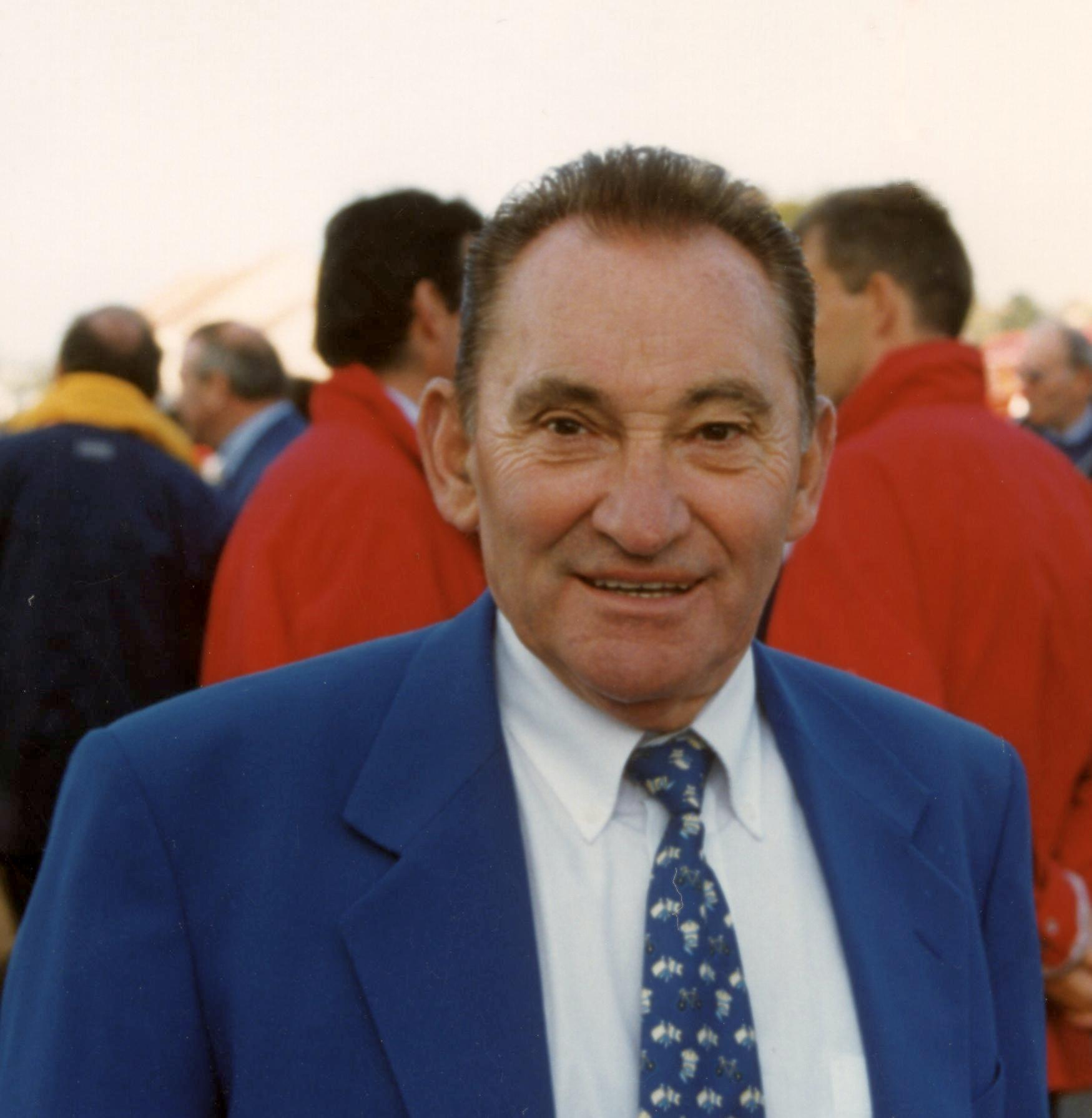
Jean Stablinski sur le Paris-Tours 1997

Lors de sa dernière course, Jean Stablinski porte encore le maillot Mercier mais est déjà engagé avec d'autres sponsors pour fonder une nouvelle équipe. Quelque temps plus tôt, il avait appris qu'Antonin Magne souhaitait rester à la tête de l'équipe Mercier et s'est vu proposer une prolongation d'une année en tant que coureur. Au salon du cycle à Paris, il rencontre les frères Lejeune, à la tête de la marque de cycles à leur nom, et qui viennent de perdre le principal sponsor de l'équipe cycliste qu'ils fournissent, Pelforth. Ils sont intéressés à l'idée de créer une équipe ensemble et Stablinski trouve un sponsor en contactant le PDG de Sonolor, fabricant de postes de radio et de télévision, André Bazin, qui court parfois avec lui. L'équipe Sonolor-Lejeune est ainsi créée. Lucien Van Impe et Bernard Hinault firent partie de ses découvertes.
Il s'installe aussi comme vendeur et réparateur de vélos, rue du Quesnoy à Valenciennes. Il se procure les vélos, qui portent son nom, auprès de la fabrique de vélos Delcroix à Saint-Amand-les-Eaux.
Il meurt le 22 juillet 2007, des suites d'une longue maladie, au CHU de Lille. Il est inhumé au cimetière d'Aulnoy-lez-Valenciennes.

## Caractéristiques
Dans les pelotons, il était surnommé « le sorcier » ou « le renard » à cause de sa science de la course. À deux reprises, il a été suspendu pour non-respect des règles antidopage : un mois pour un constat de carence aux championnats du monde de 1966 (il ne s'est pas présenté au bon endroit) et contrôle positif aux amphétamines lors du Tour de France 1968,. En 1962, il reconnaissait d'ailleurs avoir eu recours au dopage lors du Grand Prix des Nations 1954 qu'il termina 12e.
Le 7 avril 2008, une stèle fut inaugurée sur la trouée de Wallers-Arenberg afin de lui rendre hommage. Ce fut Jean Stablinski qui proposa aux organisateurs de la course Paris-Roubaix le secteur pavé de la Trouée d'Arenberg. Cette stèle fut réalisée en pierre de Soignies et élaborée par le sculpteur Michel Karpovitch.

## Palmarès et résultats

### Palmarès par année
| - 1952 - 3e et 10e étapes de la Course de la Paix - 1re et 5e étape du Tour de Belgique indépendants - 3e de la Course de la Paix - 3e du Tour de Belgique indépendants - 1953 - Champion de France militaire - 1re étape du Tour de l'Ouest - 1rea étape du Tour de la Manche - 5e étape du Tour d'Alsace-Lorraine - 2e du Tour du Loiret - 3e du Tour de la Manche - 1954 - Paris-Bourges - 1955 - Paris-Valenciennes - 1956 - Tour des Provinces du Sud-Est : - Classement général - 1re et 7ea étapes - 3e du Grand Prix de Saint-Raphaël - 6e de Bordeaux-Paris - 1957 - 3e étape du Tour du Sud-Est - Classement général du Tour de l'Oise - 12e étape du Tour de France - Grand Prix de Fourmies - 3e des Quatre Jours de Dunkerque - 1958 : - Tour d'Espagne - Classement général - 8e étape - 10e de Milan-San Remo - 1959 - 3e du Grand Prix de Denain - 3e du Tour de Champagne - 1960 - Champion de France sur route - Gênes-Nice - 1re étape des Quatre Jours de Dunkerque - 13e étape du Tour d'Italie - Circuit de l'Aulne - Grand Prix d'Orchies - 2e des Quatre Jours de Dunkerque - 1961 - Boucles roquevairoises - 2ea étape du Tour du Var - 4e étape des Quatre Jours de Dunkerque - 7e étape du Tour de France - 2e du championnat de France sur route - 2e du Bol d'or des Monédières - 3e du Tour de Sardaigne - 6e du championnat du monde sur route - 1962 - Champion du monde sur route - Champion de France sur route - 11e étape du Tour d'Espagne - 14e étape du Tour de France - Trois villes sœurs - 2e du Critérium des As - 6e du Tour d'Espagne | - 1963 - Champion de France sur route - Paris-Bruxelles - 10e étape du Tour d'Espagne - 4e étape du Critérium du Dauphiné libéré - 2e du Bol d'or des Monédières - 3e du Grand Prix de Francfort - 3e de la Roue d'Or à Daumesnil (avec André Darrigade) - 7e de Paris-Nice - 9e du championnat du monde sur route - 9e du Tour d'Espagne - 1964 - Champion de France sur route - 21e étape du Tour de France - Bol d'or des Monédières - Circuit des frontières - 2e de Bordeaux-Paris - 2e de Paris-Luxembourg - 2e du Circuit de l'Aulne - 7e de Paris-Roubaix - 9e du championnat du monde sur route - 1965 - Grand Prix de Francfort - Classement général du Tour de Belgique - 4e étape du Grand Prix du Midi libre - Grand Prix du canton d'Argovie - Paris-Luxembourg : - Classement général - 3e étape - Tour de Picardie : - Classement général - 1re étape - Trophée Baracchi (avec Jacques Anquetil) - 2e de Bordeaux-Paris - 2e du Grand Prix du Midi libre - 3e du Tour de Lombardie - 5e du Tour des Flandres - 10e du championnat du monde sur route - 1966 - 4e étape du Tour de Sardaigne - Amstel Gold Race - Grand Prix d'Isbergues - 2e du championnat de France sur route - 5e du championnat du monde sur route - 1967 - 1re étape des Quatre Jours de Dunkerque - 8e étape du Tour d'Italie - 19e étape du Tour de France - 2e du Grand Prix de Péruwelz - 7e de Paris-Luxembourg - 8e des Quatre Jours de Dunkerque - 9e de Paris-Tours - 1968 - Grand Prix de Denain |

### Résultats sur les grands tours

#### Tour de France
Jean Stablinski a participé à douze Tours de France de 1954 à 1968 : deux fois avec l'équipe régionale Nord-Est-Centre, six fois avec l'équipe de France, trois fois avec l'équipe Saint-Raphaël et une fois avec Ford France. Il a obtenu sa meilleure place au classement général en 1962 (30e) et a remporté cinq étapes. Il a été sept fois coéquipier du vainqueur du Tour : lors des cinq victoires de Jacques Anquetil, en 1957 et de 1961 à 1964, et lors des victoires de Lucien Aimar en 1966 et de Roger Pingeon en 1967.
Jean Stablinski fait partie des coureurs ayant remporté au moins deux étapes du Tour de France sur plus de dix années.
- 1954 : abandon (21ea étape)
- 1955 : 35e
- 1957 : 43e, vainqueur de la 12e étape
- 1958 : 68e
- 1959 : hors délais (13e étape)
- 1961 : 42e, vainqueur de la 7e étape
- 1962 : 30e, vainqueur de la 14e étape
- 1963 : abandon (16e étape)
- 1964 : 35e, vainqueur de la 21e étape
- 1966 : 61e
- 1967 : 81e, vainqueur de la 19e étape
- 1968 : éliminé (15e étape)

#### Tour d'Espagne
3 participations
- 1958 :  Vainqueur du classement général, vainqueur de la 8e étape,  maillot amarillo pendant 7 jours (dont 4 demi-étapes)
- 1962 : 6e, vainqueur de la 11e étape
- 1963 : 9e, vainqueur de la 10e étape

#### Tour d'Italie
5 participations
- 1959 : 72e
- 1960 : 59e, vainqueur de la 13e étape
- 1961 : 82e
- 1966 : 41e
- 1967 : hors délais (17e étape), vainqueur de la 8e étape

## Distinctions
Son titre de champion du monde 1962 vaut à Jean Stablinski une Médaille de l'Académie des sports en 1962.
En décembre 1985, il est nommé chevalier dans l'Ordre national du Mérite. Le 30 mars 1997, il est nommé chevalier de l'Ordre de la Légion d'honneur par le Président de la République Jacques Chirac, en même temps que Jean-Marie Leblanc,.

## Vidéographie
- Champions de France - Jean Stablinski, série Champions de France, film-portrait raconté par Cécilia Hornus, co-réalisé par Pascal Blanchard et Rachid Bouchareb 2016, 2 minutes[voir en ligne]